# Campionati francesi di ski cross 2023
I Campionati francesi di ski cross 2023 si sono svolti a Val Thorens il 19 aprile. Il programma ha incluso sia la gara femminile che la gara maschile. 
Trattandosi di competizioni valide anche ai fini del punteggio FIS, vi hanno partecipato anche sciatori di altre federazioni, senza che questo consentisse loro di concorrere al titolo nazionale francese.

## Risultati

### Uomini
| Pos. | Atleta                | Nazione |
| ---- | --------------------- | ------- |
| 1    | Melvin Tchiknavorian  | Francia |
| 2    | Jonathan Midol        | Francia |
| 3    | Terence Tchiknavorian | Francia |
| 4    | Romain Mari           | Francia |

### Donne
| Pos. | Atleta                   | Nazione |
| ---- | ------------------------ | ------- |
| 1    | Marielle Berger Sabbatel | Francia |
| 2    | Jade Grillet-Aubert      | Francia |
| 3    | Mylene Ballet Baz        | Francia |
| 4    | Mila Chaput              | Francia |